# Särkijärvi (Gällivare socken, Lappland, 742038-171250)
Särkijärvi är en sjö i Gällivare kommun i Lappland och ingår i Råneälvens huvudavrinningsområde. Sjön har en area på 0,0999 kvadratkilometer och ligger 387,6 meter över havet.

## Delavrinningsområde
Särkijärvi ingår i det delavrinningsområde (742235-171336) som SMHI kallar för Mynnar i Råneälven. Medelhöjden är 383 meter över havet och ytan är 11,93 kvadratkilometer. Räknas de 11 avrinningsområdena uppströms in blir den ackumulerade arean 109,22 kvadratkilometer. Rutnajoki som avvattnar avrinningsområdet har biflödesordning 2, vilket innebär att vattnet flödar genom totalt 2 vattendrag innan det når havet efter 179 kilometer. Avrinningsområdet består mestadels av skog (49 procent) och sankmarker (42 procent). Avrinningsområdet har 0,67 kvadratkilometer vattenytor vilket ger det en sjöprocent på 5,6 procent.